# Remshalden
Remshalden è un comune tedesco di 13 547 abitanti, situato nel land del Baden-Württemberg.